# NGC 1700
NGC 1700 é uma galáxia elíptica (E4) localizada na direcção da constelação de Eridanus. Possui uma declinação de -04° 51' 55" e uma ascensão recta de 4 horas, 56 minutos e 56,2 segundos.
A galáxia NGC 1700 foi descoberta em 5 de Outubro de 1785 por William Herschel.